# Mirjana Lučić-Baroni
Mirjana Lučić-Baroni, nata Mirjana Lučić (Dortmund, 9 marzo 1982), è una tennista croata inattiva dal 2018.
Vincitrice di tre tornei WTA in singolare e tre in doppio (tra cui un titolo del Grande Slam), nel 1999 raggiunse la semifinale a Wimbledon all'età di 17 anni, ed è stata 20ª in classifica nel 2017. Lučić, considerata come una futura potenza del tennis mondiale, come altre sue colleghe tra cui Jennifer Capriati e Jelena Dokić, dovette affrontare i problemi con il padre, i cui comportamenti molto spesso violenti ne pregiudicarono l'intera carriera, non facendola più tornare a ottenere risultati di rilievo per molto tempo.
Rientrata tra le prime cento giocatrici del mondo dopo dieci anni di assenza, torna al successo agli US Open 2014, dove raggiunge gli ottavi di finale, dopo avere battuto nel turno precedente l'allora nº2 del mondo Simona Halep e continuando questo suo periodo di forma vincendo il torneo di Québec, a 16 anni e 4 mesi dall'ultimo torneo vinto nel 1998.

## Biografia
È sposata dal 2011 con l'imprenditore italo-americano Daniele Baroni, del quale ha acquisito il cognome. Ha due sorelle e due fratelli: questi ultimi attualmente sono maestri di tennis dopo averlo praticato per anni. Ha dichiarato che se non si fosse imposta nel tennis avrebbe studiato per diventare archeologa. Vive con il marito a Sarasota, in Florida.

## Carriera
Mirjiana Lučić iniziò a giocare a tennis all'età di quattro anni. Figlia di Marinko Lučić, ex olimpionico di decathlon e persona molto influente in Croazia, dovette subire per molti anni maltrattamenti da parte del padre che l'avrebbe picchiata anche solo per avere perso una partita con avversarie a volte più grandi di lei. Le percosse subite la costrinsero a scappare insieme alla madre e ai due fratelli negli Stati Uniti, continuando tuttavia a subire minacce di morte nel corso degli anni.
Nonostante tutto la tennista croata riuscì a cogliere risultati tra le junior, vincendo il torneo Les Petits As nel 1995, che preludeva alle importanti vittorie agli US Open del 1996 e all'Australian Open del 1997 (sia in singolo che in doppio), diventando la terza tennista di sempre a vincere due tornei del Grande Slam junior prima dei quindici anni (prima di lei solo Martina Hingis e Jennifer Capriati).
Nel 1996 esordisce in Fed Cup con la maglia della Croazia, vincendo tutti e sette i suoi incontri di singolare, e successivamente nel circuito ITF al torneo di Salisburgo dove perde in finale contro Chanda Rubin dopo essere passata attraverso le qualificazioni. Assieme alla giocatrice statunitense si aggiudica il torneo di doppio.
L'anno successivo, al suo esordio nel circuito maggiore, giunge due volte in finale: nel torneo casalingo di Bol sconfigge Corina Morariu per 7-5, 6-7, 7-6, mentre a Strasburgo viene sconfitta da Steffi Graf per 6-2 7-5. A Bol sconfigge in semifinale la n.10 del mondo Amanda Coetzer. Sempre nel 1997 si aggiudica il torneo ITF di Macarsca e giunge in finale in quello di Marsiglia Esordisce nel Grande Slam perdendo al 3º turno degli US Open in tre set (6-2 6-7 6-3) con la n.3 del mondo Jana Novotná. Chiude il suo primo anno da professionista al n.52 con soli sette tornei disputati.
Nel 1998 si aggiudica il doppio all'Australian Open in coppia con Martina Hingis, con cui vince anche la settimana successiva a Tokyo. Si ripete nel torneo di Bol, ancora in finale contro Corina Morariu (6-4 6-3 il punteggio) e raggiunge la semifinale agli Internazionali d'Italia, fermata da Martina Hingis, dopo avere battuto le francesi Mary Pierce (n.6) e Sandrine Testud. Dopo il torneo romano tocca la 32ª posizione in classifica.
A Wimbledon raggiunge la finale del doppio misto in coppia con l'indiano Mahesh Bhupathi, dove la coppia viene sconfitta da Maks Mirny e Serena Williams per 6-4 6-4. Pochi giorni dopo Mirjana scappa insieme alla sua famiglia in America, aiutata dal connazionale Goran Ivanišević per sfuggire alle continue violenze del padre Marinko Lučić. Durante il resto dell'anno Mirjana, a cui dopo l'arrivo in America erano stati diagnosticati dei disturbi da stress post-traumatico, gioca pochi tornei giungendo comunque al 3º turno degli US Open.
Nel 1999, dopo un avvio di stagione sottotono, la tennista croata coglie il suo miglior risultato in una prova del Grande Slam, raggiungendo la semifinale a Wimbledon e battendo Monica Seles (n.4) al 3º turno e Nathalie Tauziat (n.9) nei quarti. In semifinale viene battuta da Steffi Graf per 6-7 6-4 6-3.
Il 2000 si rivela essere un anno disastroso: la croata vince appena cinque match e precipita oltre la 200ª posizione mondiale e negli anni successivi non riesce a risalire nel tennis di vertice. Nel 2001 raggiunge comunque il 3º turno al Roland Garros passando dalle qualificazioni. Dopo avere perso al 1º turno delle qualificazioni agli US Open del 2003 abbandona il tennis giocato e nel 2004 esce dalla classifica WTA.
In quegli anni Mirjana era anche alle prese con una causa legale intentatale dalla IMG, una potente azienda di management americana, con la quale Mirjana firmò un contratto di sponsorizzazione quadriennale del dicembre del 1998 e con cui erano successivamente sorti molti problemi riguardanti la corresponsione dei compensi; inoltre si è sospettato che dietro la causa IMG ci sia stato lo zampino del padre, che però ha sempre negato il fatto. La causa legale, la mancanza di sponsor e il conseguente riflesso negativo che tutto ciò ebbe sul suo tennis ridussero sul lastrico la tennista croata, tanto da costringerla al ritiro. Tra il 2004 e il 2006 disputa appena due tornei.
Nel 2007 giocò quattro tornei, grazie a generose wild card offerte dagli organizzatori (tra cui gli Internazionali d'Italia), rientrando così nella classifica WTA attorno alla 400ª posizione.
Nel 2008 ritorna all'agonismo a pieno regime, giocando principalmente tornei ITF. Nel maggio di quell'anno raggiunge i quarti al torneo di Firenze, dove viene battuta dalla serbo-australiana Jelena Dokić, altra tennista la cui carriera è stata pesantemente condizionata dalle violenze del padre. In quel match Mirjana condusse 6-3 5-2 e 40-15, prima di cedere al 3º set. Mirjana non ottiene altri risultati di rilievo fino all'autunno del 2009, quando giunge in finale al tornei ITF di Bayamón (sconfitta dalla paraguayana De Los Ríos per 6-3 6-4, raggiungendo comunque la prima finale dal 1998) e in semifinale in altri due tornei, chiudendo l'anno intorno al n.250.
Il trend positivo è continuato nel 2010 con le vittorie nei tornei ITF di Jackson a maggio e ad Albuquerque a settembre e anche con il ritorno, dopo quasi otto anni, nelle prove del Grande Slam: a Wimbledon esce al 1º turno contro Viktoryja Azaranka e agli US Open sconfigge al 1º turno Alicia Molik per poi cedere a Jelena Janković (n.5 del mondo) in tre set. In entrambi i tornei la croata era passata attraverso le qualificazioni. Nel circuito WTA supera le qualificazioni anche a Birmingham e Palermo, tornei in cui giunge agli ottavi del tabellone principale e a Stanford. Nel corso dell'anno coglie altre tre semifinali nel circuito ITF. Il 25 ottobre 2010, dopo oltre dieci anni, Mirjana Lucic è rientrata tra le prime cento giocatrici della classifica mondiale (n.98), chiudendo poi l'anno al numero 96.

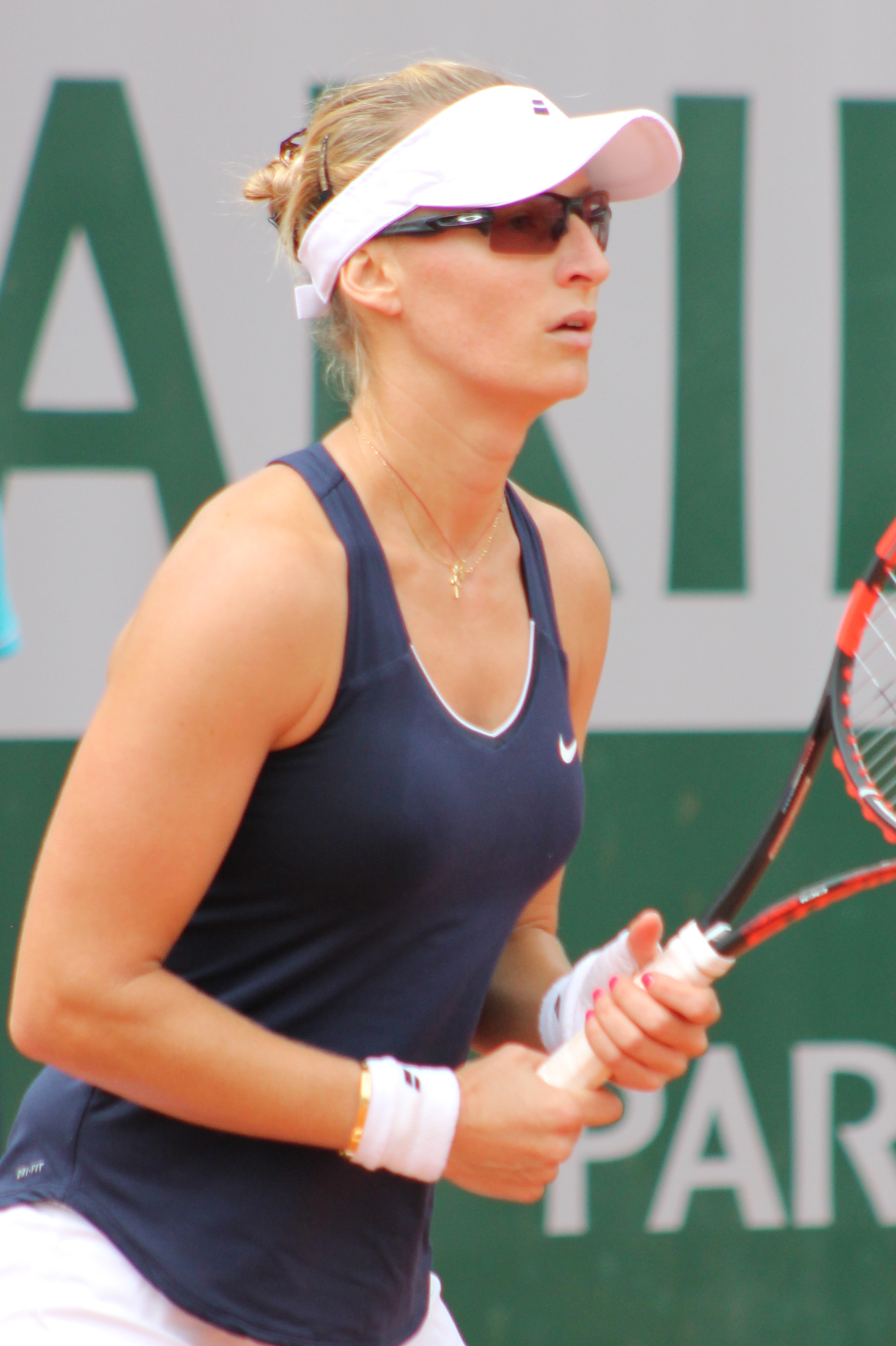
Mirjana Lucic al Roland Garros 2016

Dopo un disastroso inizio di 2011 (otto uscite consecutive tra 1º turno e qualificazioni), conquista la prima vittoria in un tabellone principale nel torneo di Barcellona sconfiggendo 7-6 6-3 la russa Ekaterina Makarova, testa di serie n.4, prima di uscire contro la slovena Polona Hercog con un netto 6-1 6-2. I risultati migliori arrivano tra maggio e luglio, quando raggiunge i quarti sulla terra di Strasburgo, dopo essere passata per le qualificazioni, e sull'erba di Birmingham dove vince al 2º turno una partita tiratissima terminata 6-7 7-6 7-5 contro Roberta Vinci, n.30 del mondo. A Wimbledon viene sconfitta per 8-6 al 3º da Dominika Cibulková, testa di serie n.24, che poi sarà capace di estromettere agli ottavi la numero 1 del mondo Caroline Wozniacki. Durante la seconda settimana del torneo di Wimbledon raggiunge la semifinale del tornei ITF di Cuneo e la settimana successiva tocca la posizione n.85 della classifica WTA, finora la migliore posizione raggiunta dopo il ritorno all'attività. Nel resto della stagione la croata non riesce a mantenere tale classifica, riuscendo a vincere solo due partite del circuito WTA (agli US Open e a Québec) e senza ottenere grandi risultati nemmeno nel circuito ITF (una semifinale e un quarto), chiudendo la stagione al nº129. Il 15 novembre 2011 si è sposata a Sarasota con Daniele Baroni, uomo d'affari italo-americano con il quale la croata aveva una relazione da cinque anni.
Torna a farsi notare agli US Open 2014 dove batte a sorpresa la nº2 del mondo Simona Halep raggiungendo gli ottavi di finale per la prima volta in carriera, a 32 anni, per poi essere sconfitta da Sara Errani in tre set. Poche settimane dopo si aggiudica il WTA di Québec battendo in finale Venus Williams: era dal 1998 che la Lucic non vinceva un torneo, diventando così la tennista ad avere aspettato di più per tornare a vincere (dopo 16 anni e 4 mesi). Di qui in poi disputerà solo una partita, perdendola, chiudendo l'anno da nº60 del mondo: per la Lučić si tratta del miglior risultato di fine stagione dal 1999. Partecipa al Roland Garros, battendo al secondo turno di nuovo la rumena Simona Halep in due set con un punteggio netto di 7-5 6-1. Deve arrendersi però nel turno successivo alla francese che gioca in casa, Alizé Cornet, perdendo in tre set.

## Statistiche

### Singolare

#### Vittorie (3)
| Legenda: Fino al 2008      | Legend: Dal 2009      |
| -------------------------- | --------------------- |
| Tornei del Grande Slam (0) |                       |
| WTA Championships (0)      |                       |
| Tier I (0)                 | Premier Mandatory (0) |
| Tier II (0)                | Premier 5 (0)         |
| Tier III (0)               | Premier (0)           |
| Tier IV (2)                | International (1)     |

| N. | Data              | Torneo                            | Superficie    | Avversaria     | Punteggio           |
| 1. | 4 maggio 1997     | Croatian Bol Ladies Open, Bol     | Terra rossa   | Corina Morariu | 7-5, 6(4)-7, 7-6(5) |
| 2. | 3 maggio 1998     | Croatian Bol Ladies Open, Bol (2) | Terra rossa   | Corina Morariu | 6-4, 6-2            |
| 3. | 14 settembre 2014 | Bell Challenge, Québec            | Sintetico (i) | Venus Williams | 6-4, 6-3            |

#### Sconfitte (2)
| Legenda: Fino al 2008      | Legend: Dal 2009      |
| -------------------------- | --------------------- |
| Tornei del Grande Slam (0) |                       |
| WTA Championships (0)      |                       |
| Tier I (0)                 | Premier Mandatory (0) |
| Tier II (0)                | Premier 5 (0)         |
| Tier III (1)               | Premier (0)           |
| Tier IV (0)                | International (1)     |

| N. | Data           | Torneo                                       | Superficie  | Avversaria      | Punteggio |
| 1. | 24 maggio 1997 | Internationaux de Strasbourg, Strasburgo     | Terra rossa | Steffi Graf     | 2-6, 5-7  |
| 2. | 21 maggio 2016 | Internationaux de Strasbourg, Strasburgo (2) | Terra rossa | Caroline Garcia | 4-6, 1-6  |

### Doppio

#### Vittorie (3)
| Legenda: Fino al 2008      | Legenda: Dal 2009     |
| -------------------------- | --------------------- |
| Tornei del Grande Slam (1) |                       |
| WTA Championships (0)      |                       |
| Tier I (1)                 | Premier Mandatory (0) |
| Tier II (0)                | Premier 5 (0)         |
| Tier III (0)               | Premier (0)           |
| Tier IV (0)                | International (1)     |

| N. | Data              | Torneo                        | Superficie    | Partner        | Avversarie                       | Punteggio     |
| 1. | 1º febbraio 1998  | Australian Open, Melbourne    | Cemento       | Martina Hingis | Lindsay Davenport Nataša Zvereva | 6-4, 2-6, 6-3 |
| 2. | 8 febbraio 1998   | Toray Pan Pacific Open, Tokyo | Sintetico (i) | Martina Hingis | Lindsay Davenport Nataša Zvereva | 7-5, 6-4      |
| 3. | 14 settembre 2014 | Bell Challenge, Québec        | Sintetico (i) | Lucie Hradecká | Julia Görges Andrea Hlaváčková   | 6-3, 7-6(8)   |

#### Sconfitte (1)
| Legenda: Fino al 2008      | Legenda: Dal 2009     |
| -------------------------- | --------------------- |
| Tornei del Grande Slam (0) |                       |
| WTA Championships (0)      |                       |
| Tier I (0)                 | Premier Mandatory (0) |
| Tier II (0)                | Premier 5 (0)         |
| Tier III (0)               | Premier (0)           |
| Tier IV (1)                | International (0)     |

| N. | Data          | Torneo                        | Superficie  | Partner          | Avversarie                  | Punteggio |
| 1. | 2 maggio 1998 | Croatian Bol Ladies Open, Bol | Terra rossa | Joannette Kruger | Laura Montalvo Paola Suárez | W/O       |

## Risultati in progressione
| V | F | SF | QF | #T | RR | Q# | A | ND |

(V) Torneo vinto; raggiunto (F) finale, (SF) semifinale, (QF) quarti di finale, (#T) turni 4, 3, 2, 1; (RR) round - robin; (Q#) Turno di qualificazione; (A) assente dal torneo; (ND) torneo non disputato.

### Singolare nei tornei del Grande Slam
| Tornei del Grande Slam |     |     |     |     |     |     |     |     |     |     |     |     |     |     |     |     |     |        |       |
| Australian Open        | A   | 2T  | 1T  | 1T  | A   | A   | A   | A   | A   | 1T  | Q2  | 1T  | 1T  | 1T  | 1T  | SF  | 2T  | 0 / 10 | 7–10  |
| Open di Francia        | A   | A   | 1T  | 1T  | 3T  | 2T  | Q2  | A   | A   | 1T  | 1T  | 1T  | 1T  | 3T  | 2T  | 1T  | A   | 0 / 11 | 6–11  |
| Wimbledon              | A   | 2T  | SF  | 2T  | Q1  | A   | Q3  | A   | 1T  | 1T  | 3T  | 2T  | 1T  | 2T  | 1T  | 1T  | A   | 0 / 11 | 11–11 |
| US Open                | 3T  | 3T  | 2T  | 1T  | Q2  | 1T  | Q1  | A   | 2T  | 2T  | 1T  | 1T  | 4T  | 1T  | 2T  | 2T  | A   | 0 / 13 | 12–13 |
| Vittorie-sconfitte     | 2–1 | 4–3 | 6–4 | 1–4 | 2–1 | 1–2 | 0–0 | 0–0 | 1–2 | 1–4 | 2–3 | 1–4 | 3–4 | 3–4 | 2–4 | 6–4 | 1–1 | 0 / 45 | 36–45 |

### Doppio nei tornei del Grande Slam
| Torneo          | 1997 | 1998 | 1999 | 2000 | 01-10 | 2011 | 2012 | 2013 | 2014 | 2015 | 2016 | 2017 | 2018 | V-S   |
| --------------- | ---- | ---- | ---- | ---- | ----- | ---- | ---- | ---- | ---- | ---- | ---- | ---- | ---- | ----- |
| Australian Open | A    | V    | 1T   | 2T   | A     | A    | A    | 3T   | 2T   | 1T   | 3T   | QF   | 1T   | 15–8  |
| Open di Francia | A    | A    | A    | A    | A     | 2T   | A    | 3T   | 1T   | A    | 3T   | 2T   | A    | 6–5   |
| Wimbledon       | A    | A    | A    | A    | A     | A    | 2T   | QF   | 2T   | 1T   | 1T   | 2T   | A    | 6–6   |
| US Open         | A    | 1T   | 1T   | A    | A     | 1T   | 1T   | 3T   | 1T   | 1T   | 2T   | 1T   | A    | 3–9   |
| Totale          | 0–0  | 6–1  | 0–2  | 1–1  | 0–0   | 1–2  | 1–2  | 9–4  | 2–4  | 0–3  | 5–4  | 5–4  | 0–1  | 30–28 |

### Doppio misto nei tornei del Grande Slam
| Torneo          | 1997 | 1998 | 1999 | 2000 | 2001-2010 | 2011 | 2012 | 2013 | 2014 |
| --------------- | ---- | ---- | ---- | ---- | --------- | ---- | ---- | ---- | ---- |
| Australian Open | A    | A    | 2T   | A    | A         | 1T   | A    | A    | A    |
| Open di Francia | A    | A    | A    | A    | A         | A    | A    | A    | A    |
| Wimbledon       | A    | F    | A    | 3T   | A         | A    | A    | A    | A    |
| US Open         | A    | QF   | A    | A    | A         | A    | A    | A    | A    |

## Vittorie contro giocatrici top 10
| Stagione | 1997 | 1998 | 1999 | 2000-2011 | 2012 | 2013 | 2014 | 2015 | 2016 | 2017 | Totale |
| -------- | ---- | ---- | ---- | --------- | ---- | ---- | ---- | ---- | ---- | ---- | ------ |
| Vittorie | 1    | 1    | 2    | 0         | 1    | 0    | 1    | 2    | 0    | 3    | 11     |

| #    | Giocatrice              | Ranking | Evento                        | Superficie  | Turno | Punteggio        | Rank. MLBR |
| ---- | ----------------------- | ------- | ----------------------------- | ----------- | ----- | ---------------- | ---------- |
| 1997 |                         |         |                               |             |       |                  |            |
| 1.   | Amanda Coetzer          | 10      | Croatian Bol Ladies Open, Bol | Terra rossa | SF    | 6-4, 6-3         | N.C.       |
| 1998 |                         |         |                               |             |       |                  |            |
| 2.   | Mary Pierce             | 6       | Internazionali d'Italia, Roma | Terra rossa | 3T    | 7-5, 6-4         | 47         |
| 1999 |                         |         |                               |             |       |                  |            |
| 3.   | Monica Seles            | 4       | Torneo di Wimbledon, Londra   | Erba        | 3T    | 7-6(4), 7-6(4)   | 134        |
| 4.   | Nathalie Tauziat        | 8       | Torneo di Wimbledon, Londra   | Erba        | QF    | 4-6, 6-4, 7-5    | 134        |
| 2012 |                         |         |                               |             |       |                  |            |
| 5.   | Marion Bartoli          | 9       | Torneo di Wimbledon, Londra   | Erba        | 2T    | 6-4, 6-3         | 129        |
| 2014 |                         |         |                               |             |       |                  |            |
| 6.   | Simona Halep (1)        | 2       | US Open, New York             | Cemento     | 3T    | 7-6(6), 6-2      | 121        |
| 2015 |                         |         |                               |             |       |                  |            |
| 7.   | Simona Halep (2)        | 3       | Open di Francia, Parigi       | Terra rossa | 2T    | 7-5, 6-1         | 70         |
| 8.   | Karolína Plíšková (1)   | 8       | Canadian Open, Toronto        | Cemento     | 1T    | 3-6, 7-6(5), 6-2 | 51         |
| 2017 |                         |         |                               |             |       |                  |            |
| 9.   | Agnieszka Radwańska (1) | 3       | Australian Open, Melbourne    | Cemento     | 2T    | 6-3, 6-2         | 79         |
| 10.  | Karolína Plíšková (2)   | 5       | Australian Open, Melbourne    | Cemento     | QF    | 6-4, 3-6, 6-4    | 79         |
| 11.  | Agnieszka Radwańska (2) | 8       | Miami Open, Miami             | Cemento     | 3T    | 6-0, 6-3         | 29         |